# Axestoleus
Axestoleus is een kevergeslacht uit de familie van de boktorren (Cerambycidae). De wetenschappelijke naam van het geslacht werd voor het eerst geldig gepubliceerd in 1892 door Bates.

## Soorten
Axestoleus omvat de volgende soorten:
- Axestoleus meridionalis (Bates, 1880)
- Axestoleus quinquepunctatus Bates, 1892